# Bagadià
Bagadià (en rus: Багадя) és un poble de la República de Sakhà, a Rússia, segons el cens del 2021 tenia 180 habitants. Pertany al districte de Sangar.